# 하연남
하연남(河燕南, 본명: 하상남, 1927년 6월 19일 ~ )는 대한민국의 배우이다.

## 출연 영화 작품
- 어떤 눈망울 (1968년) - 순이 역
- 암굴왕 (1968년) 송부인(강덕배의 처) 역
- 죽은 자와 산 자 (1965년) 정보부원 역
- 마도로스 박 (1964년)
- 유쾌한 삼형제와 사십인의 처녀 (1963년) - 명순(애기의 모) 역
- 저 언덕을 넘어서 (1960년) 지경의 처 역
- 인생대학 일년생 (1959년)
- 추억의 목걸이 (1959년) 송정애(미경의 친구) 역
- 며느리의 죽음 (1958년)
- 잊을 수 없는 사람들 (1957년)
- 자유만세 (1946년)

## 저서
- 건강도 발명이 지켜왔다
- 작은 아이디어 하나로 성공한 여성 발명가들
- 역사적 발명, 그 뒷 이야기

## 수상 내역
- 1992년 독일 뉘른베르크 국제발명특허전(IENA) 대상
- 2002년 독일 뉘른베르크 국제발명특허전(IENA) 대상